# کماله
عبدالرحمن محمدی کماله، روستایی از توابع بخش اورامان شهرستان سروآباد در استان کردستان ایران است.

## جمعیت
این روستا در دهستان اورامان تخت قرار دارد و براساس سرشماری مرکز آمار ایران در سال ۱۳۸۵، جمعیت آن ۷۸۶ نفر (۱۷۱خانوار) بوده‌است.